# Grand Blue
Grand Blue (jap. ぐらんぶる Guranburu) ist eine Manga-Serie, die von Kenji Inoue verfasst und von Kimitake Yoshioka illustriert wird. Sie ist dem Comedy-Genre zuzuordnen.

## Handlung
Iori Kitahara zieht zu seinen Verwandten in eine Stadt an der Küste, um sich in der dortigen Universität für Maschinenbau einzuschreiben. Er kommt in der Tauchbasis Grand Blue seines Onkels unter, wo er fortan mit seinen beiden Cousinen Chisa und Nanaka lebt. Jedoch entdeckt er in seiner neuen Heimat nicht nur sein zunehmendes Faible für die Wunder des Meeres, sondern schließt – nicht gänzlich freiwillig – Bekanntschaft mit den illustren Mitgliedern einer Studentenverbindung seiner Uni, welche ihn in eine Welt voller Alkohol, Exhibitionismus und (gelegentlich auch) Tauchen einführen...

## Charaktere
Iori Kitahara (北原 伊織, Kitahara Iori)
Sprecher: Yūma Uchida
Der Protagonist der Serie, der sich als Erstsemester für den Maschinenbaulehrgang der Universität Izu einschreibt. Er tritt dort dem „peak-a-boo“-Tauchclub (PAB) bei, obwohl er Angst vor Wasser hat und noch nicht einmal schwimmen kann. Die Mitglieder des PAB geben ihr Bestes, um ihm die Furcht vor dem Meer zu nehmen, was jedoch in den meisten Fällen in ausgedehnten Gelagen mit öffentlicher Entblößung endet. Mit der Zeit gewinnt Iori jedoch zunehmend ein Herz fürs Tauchen, nicht zuletzt aufgrund seiner beiden hübschen Cousinen. Iori hat blaue Haare, ist ein guter Sportler und glänzt besonders beim Tennisspiel.
Chisa Kotegawa (古手川 千紗, Kotegawa Chisa)
Sprecher: Chika Anzai
Chisa ist Ioris Cousine im gleichen Alter und ist ebenfalls als Erstsemesterin an der Universität. Braune Haare und eine durchschnittliche Figur lassen sie nicht allzu sehr herausstechen. Sie besitzt eine bodenständige, eher zurückgezogene Persönlichkeit und liebt das Tauchen über alles andere. Im Gegensatz zu ihrem Cousin nimmt sie ihre Aufgaben an der Universität sehr ernst und reagiert oftmals mit Verachtung, wenn Iori wieder einmal betrunken und nackt in der Öffentlichkeit erscheint. Als er jedoch beginnt, ihr liebstes Hobby mit ihr zu teilen, gewinnt sie ihn in zunehmendem Maße, gern zu haben.
Nanaka Kotegawa (古手川 奈々華, Kotegawa Nanaka)
Sprecher: Maaya Uchida
Nanaka ist die ältere Schwester von Chisa und die Vorzeigetaucherin und Chefinstruktorin von Grand Blue. Ausnehmend hübsch mit langen braunen Haaren, freundlich und sehr gut gebaut ist sie Blickfang für die Männer, jedoch zeigt sie nur Augen für ihre kleine Schwester, was teilweise fast pathologische Ausmaße annehmen kann. Gegenüber Iori ist sie stets offen, wenngleich er einmal, als sie vermutet, dass er eine Beziehung zu Chisa haben könnte, kurz in Lebensgefahr schwebt.
Kouhei Imamura (今村 耕平, Imamura Kōhei)
Sprecher: Ryōhei Kimura
Im selben Semester wie Iori, tritt Kouhei initial als sein Rivale auf, entwickelt sich jedoch mit der Zeit zu einem seiner engsten Freunde. Er ist blond und gutaussehend, verbirgt unter seiner Fassade jedoch die Persönlichkeit eines hartgesottenen Otaku, dessen Traum ein Harem aus süßen Oberschülerinnen ist. Durch seine utopischen Beziehungsansprüche eckt er oftmals beim anderen Geschlecht an. Er ist unsterblich in seine Lieblings-Synchronsprecherin Kaya Mizuki verknallt, entwickelt jedoch nach einer Begegnung mit Ioris kleiner Schwester eine Schwäche für diese.
Shinji Tokita (時田 信治, Tokita Shinji)
Sprecher: Hiroki Yasumoto
Shinji ist ein Student im Abschlussjahr und Mitglied des PAB. Er und Ryuujirou stacheln Iori und Kouhei oft zu Saufgelagen und fragwürdigen Aktionen an. Er hat angeblich eine Freundin, die allerdings keiner der anderen Mitglieder jemals zu Gesicht bekommt. Seine Persönlichkeit ist wild und er hat ein geräuschvolles Auftreten. Shinji hat schwarze Haare, ist sehr groß und ausgesprochen muskulös.
Ryuujirou Kotobuki (寿 竜次郎, Kotobuki Ryūjirō)
Sprecher: Katsuyuki Konishi
Ryuujirou ist ebenfalls Student im Abschlussjahr und Mitglied des PAB. Die zweite treibende Kraft hinter den häufigen Ausschweifungen, arbeitet er in seinem Teilzeitjob als Barkeeper. Trotz seiner für Iori oftmals ärgerlichen Art und Neigung zu Manipulation ist er ein guter Zuhörer. Ryuujirou ist blond, groß und sehr muskulös.
Azusa Hamaoka (浜岡 梓, Hamaoka Azusa)
Sprecher: Toa Yukinari
Als Studentin im Abschlussjahr der Frauenuniversität Oumi ist sie ebenfalls Mitglied im PAB und steht Shinji und Ryuujirou in Hinblick auf die Trinkfestigkeit kaum nach. Sie hat lockiges schwarzes Haar und eine erotische Figur. Azusa ist bisexuell und fühlt sich zu Shinji und Nanaka gleichermaßen hingezogen. Ihre verspielte und oft sehr direkte Art verunsichert ihre Mitmenschen häufig.
Aina Yoshiwara (吉原 愛菜, Yoshiwara Aina)
Sprecher: Kana Asumi
Aina ist Erstsemesterin an der Frauenuniversität Oumi und Mitglied des Tennisclubs. Iori und die anderen verpassen ihr aufgrund ihres wie eine Sahnetorte übertrieben dick aufgetragenen Makeups den Spitznamen „Cakey“. Als ihr jedoch klar wird, dass die auf Äußerlichkeiten fixierten Mitglieder ihres Clubs sie persönlich nicht schätzen, tritt sie dem PAB bei, nachdem Iori und Kouhei sie verteidigen. Ungeschminkt hat sie kurze dunkelblaue Haare und eine eher burschenhafte Figur. In dieser Variante weist sie eine ernste, verantwortungsbewusste Persönlichkeit auf.
Shiori Kitahara (北原 栞, Kitahara Shiori)
Shiori ist Ioris kleine Schwester im Oberstufenalter, die zuhause bei ihren Eltern wohnt. Ihrem Bruder gegenüber spielt sie die in ihn vernarrte süße kleine Schwester vor, ihre wahren Gefühle liegen jedoch etwas differenzierter. Obwohl Iori sie für eher unbedarft und konservativ hält, so ist Shiori tatsächlich in höchstem Maßen manipulativ und überwacht ihren Bruder mit modernen elektronischen Mitteln, um ihn bei etwas zu ertappen, das ihn zwingt, zurück nach Hause zu kommen, um den Familienbetrieb zu übernehmen. Insgeheim mag sie ihren Bruder jedoch trotzdem ziemlich gerne.

## Veröffentlichungen
Der von Kenji Inoue geschriebene und von Kimitake Yoshioka illustrierte Manga erscheint seit dem 7. April 2014 (Ausgabe 42/2014) im Seinen-Magazin good! Afternoon des Verlags Kōdansha. Die Kapitel wurden in bislang 24 Sammelbänden (Tankōbon) zusammengefasst (Stand: April 2025).
In den USA erscheint er unter dem Titel Grand Blue Dreaming mit bisher (Mai 2022) 15 Bänden.

## Anime
Das Animationsstudio Zero-G adaptierte den Manga unter der Regie von Shinji Takamatsu, der auch das Serienskript schrieb. Die 12 Folgen liefen vom 14. Juli bis 29. September 2018 nach Mitternacht (und damit am vorigen Fernsehtag) auf MBS, TBS, BS-TBS, AT-X und Amazon Video. Eine zweite Staffel wird ab Juli 2025 ausgestrahlt.